# Camp-David-Abkommen

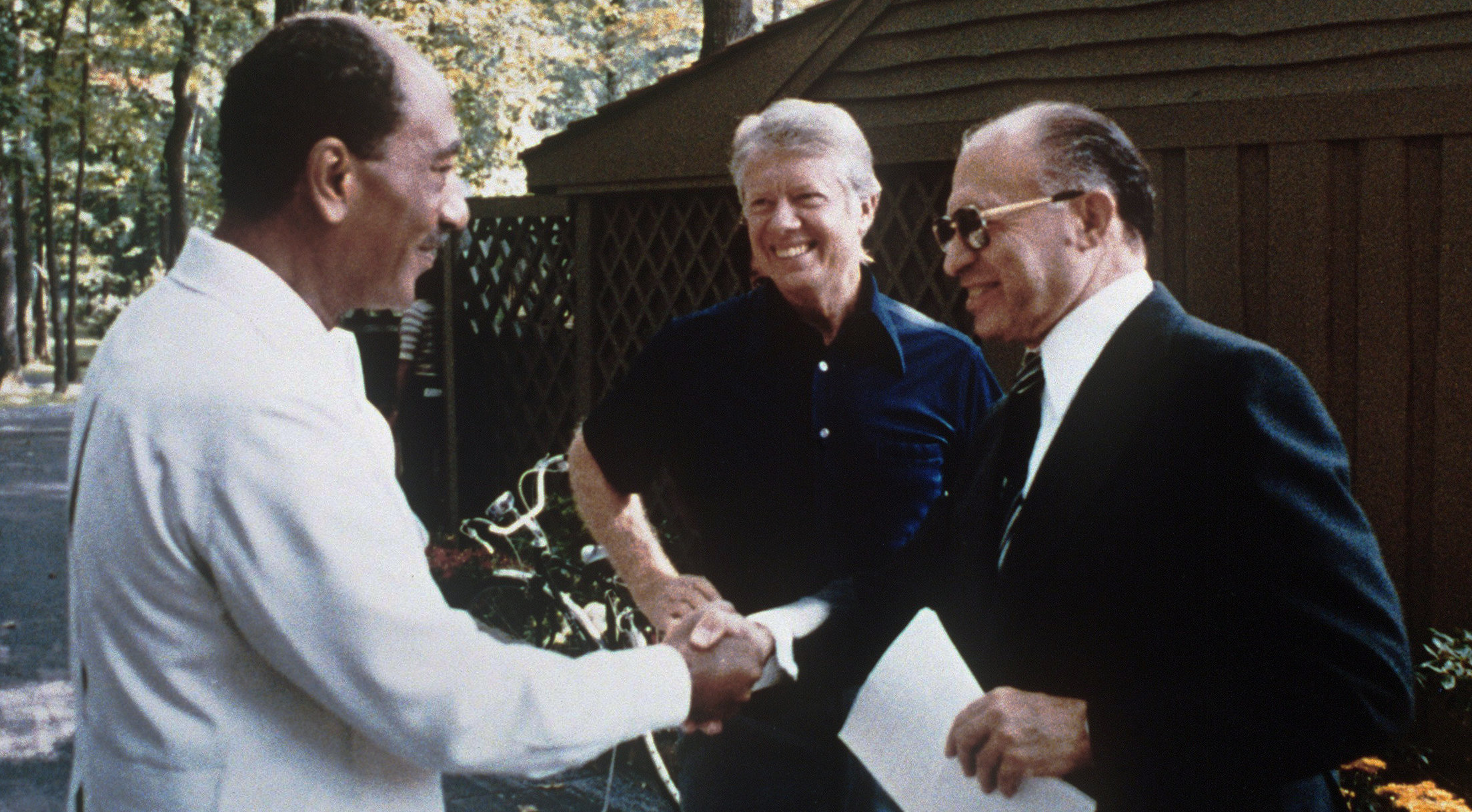
V. l. n. r.: Anwar as-Sadat, Jimmy Carter und Menachem Begin in Camp David

Die Camp-David-Verhandlungen oder auch das Camp-David-Abkommen vom 17. September 1978 basierte auf der Grundlage der Resolution 242 des UN-Sicherheitsrates und sollte zur Friedenssicherung im Nahen Osten beitragen. Die Camp-David-Verhandlungen führten schließlich auch zum Israelisch-ägyptischen Friedensvertrag.

## Verlauf
Auf Vermittlung des US-Präsidenten Jimmy Carter traten die Verhandlungsteams Israels unter Leitung von Ministerpräsident Menachem Begin und Ägyptens unter Leitung von Präsident Anwar as-Sadat am 5. September in Camp David (Maryland/USA), einer Erholungsanlage für den jeweiligen US-Präsidenten, zu vorerst geheimen Verhandlungen zusammen. Nach zwölf Tagen wurden die Ergebnisse präsentiert, die zu einer Normalisierung der Beziehungen zwischen Israel und Ägypten und einer Beruhigung des Nahostkonfliktes beitragen sollten.
Der Gazastreifen und das Westjordanland sollten einen fünfjährigen Autonomiestatus bekommen, erst danach sollte eine endgültige Regelung getroffen werden. In den Verhandlungen wurde die Frage nach der Souveränität der Regionen ausgespart. Israel verpflichtete sich, „die legitimen Rechte des palästinensischen Volkes“ anzuerkennen.
Zudem sollte der Normalisierungsprozess zwischen Israel und Ägypten auch eine Vorbildfunktion für andere Länder der Region haben.
Forderungen während der Verhandlungen waren der Rückzug Israels von der Sinai-Halbinsel und ein Friedensvertrag zwischen Ägypten und Israel, die sich seit dem Sechstagekrieg von 1967 im Kriegszustand befanden. Dieser Friedensvertrag sollte die gegenseitige Anerkennung beinhalten und diplomatische Vertretungen in den Ländern erlauben, ebenso wie einen freien Warenaustausch zwischen beiden Nationen.
Am 21. März 1979 wurde der abgeschlossene Vertrag von der Knesset mit großer Mehrheit gebilligt.

## Folge

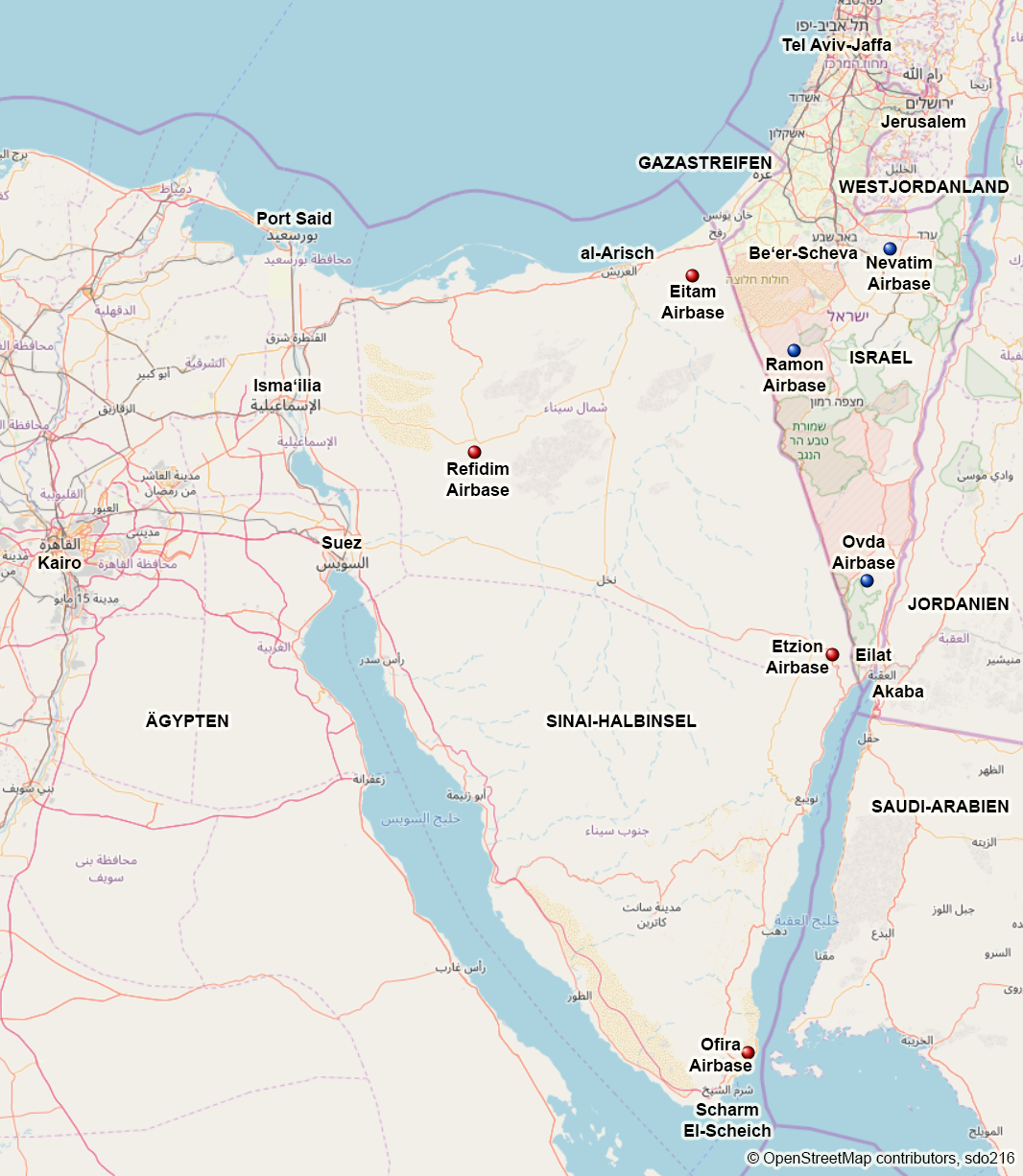
Nach dem Camp-David-Abkommen aufgegebene Militärflugplätze (rot) der IAF auf der Sinai-Halbinsel und neu errichtete (blau) im Südbezirk Israels

Das Ergebnis war die Unterzeichnung des Israelisch-ägyptischen Friedensvertrages im März 1979. Israel zog seine Truppen bis April 1982 vom Sinai ab und gab auch seine dortigen Militärflugplätze Eitam, Etzion, Ofira und Refidim auf. Als Ersatz wurden die Flugplätze Nevatim, Ramon und Ovda von US-Firmen im Südbezirk von Israel neu errichtet.
Ägypten geriet durch diesen Separatfrieden innerhalb der arabischen Welt zeitweilig in Isolation. Die Camp-David-Verhandlungen können dennoch als ein erster Schritt zu einer Aussöhnung zwischen Israel und seinen arabischen Nachbarländern gesehen werden. Im Dezember 1978 wurden Sadat und Begin für ihre Bemühungen mit dem Friedensnobelpreis ausgezeichnet.
Sadat wurde am 6. Oktober 1981 von militanten Islamisten ermordet. Der Attentäter Chalid Islambuli gab an, dass seine Hauptgründe für sein terroristisches Attentat die Unterzeichnung des Camp-David-Abkommens mit dem Staat Israel sowie Sadats Pläne für ein progressiveres Ägypten waren.